# NGC 3260
NGC 3260 (również PGC 30875) – galaktyka eliptyczna (E), znajdująca się w gwiazdozbiorze Pompy. Znajduje się w odległości 40,7 megaparseków (132,7 milionów lat świetlnych) od Ziemi. Odkrył ją John Herschel 2 maja 1834 roku.